# Hexatoma terebrina
Hexatoma terebrina är en tvåvingeart som beskrevs av Alexander 1960. Hexatoma terebrina ingår i släktet Hexatoma och familjen småharkrankar. Inga underarter finns listade i Catalogue of Life.